# Водное поло на летней Универсиаде 1997
Ватерпольный турнир на летней Универсиаде 1997 проходил в Сицилии (Италия). Соревновались мужские сборные команды. Чемпионом Универсиады стала сборная Италии.

## Медальный зачёт
| Место | Страна    | Золото | Серебро | Бронза | Всего |
| ----- | --------- | ------ | ------- | ------ | ----- |
| 1     | Италия    | 1      | 0       | 0      | 1     |
| 2     | Венгрия   | 0      | 1       | 0      | 1     |
| 3     | Австралия | 0      | 0       | 1      | 1     |

| Чемпион Универсиады по водному поло 1997 |
| ---------------------------------------- |
| Италия Второй титул                      |

## Ссылка
- Universiade water polo medalists on HickokSports (англ.)